# Emmental-Burgdorf-Thun-Bahn
| Emmental-Burgdorf-Thun-Bahn | Emmental-Burgdorf-Thun-Bahn |
| --------------------------- | --------------------------- |
| Streckenlänge:              | 73,46 km                    |
| Spurweite:                  | 1435 mm (Normalspur)        |
| Stromsystem:                | 15 kV, 16,7 Hz ~            |
|                             |                             |

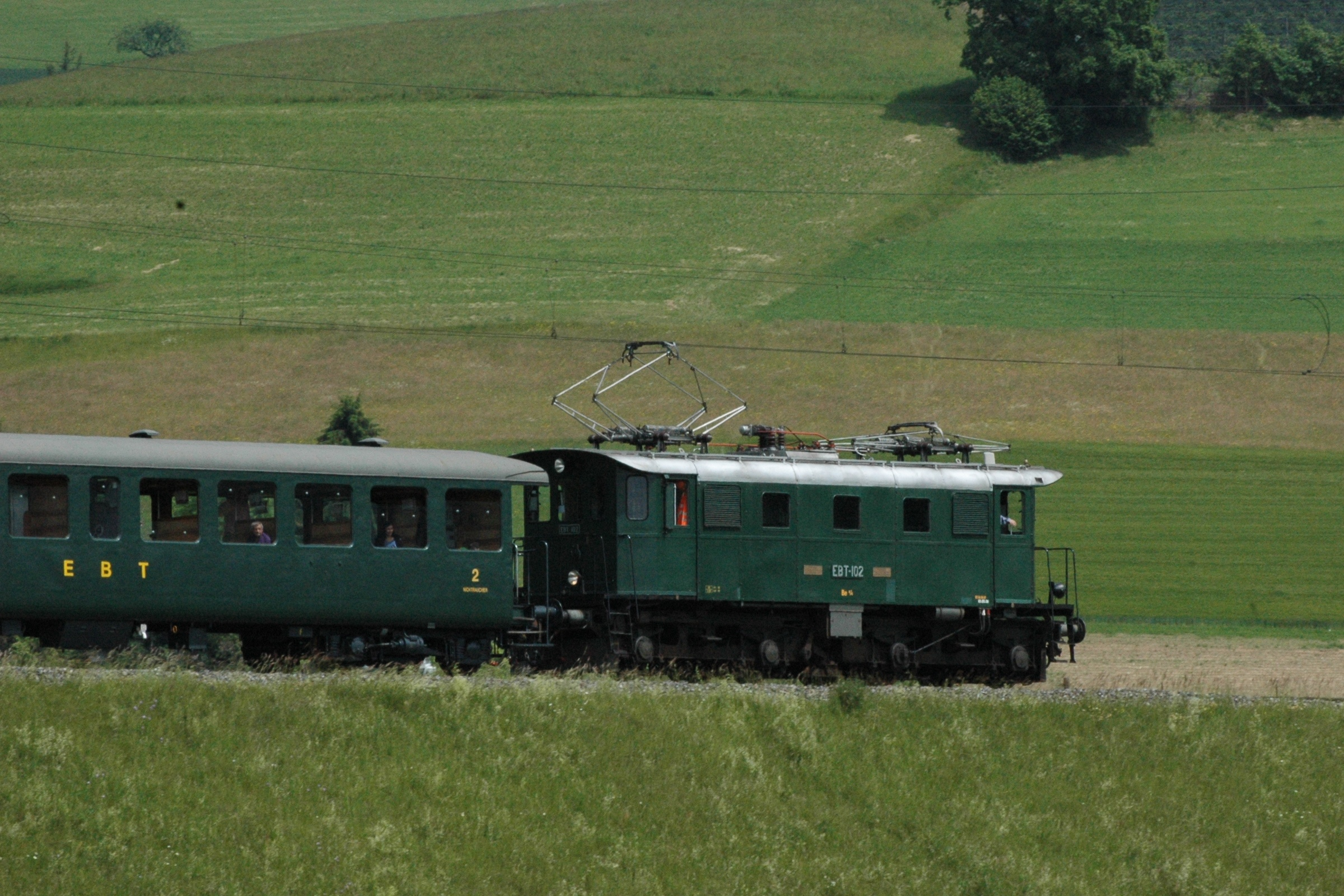
Historische Komposition der EBT mit Lokomotive Be 4/4 Nr. 102, unterwegs zwischen Grosshöchstetten und Konolfingen

Die Emmental-Burgdorf-Thun-Bahn (EBT) war eine Eisenbahngesellschaft, die ihren Sitz in Burgdorf in der Schweiz hatte. Sie fusionierte 1997 mit den Vereinigten Huttwil-Bahnen (VHB) und der Solothurn-Münster-Bahn (SMB) zur Gesellschaft Regionalverkehr Mittelland (RM). Die RM ihrerseits fusionierte im Juni 2006 mit der BLS Lötschbergbahn (BLS) zur BLS AG.

## Geschichte

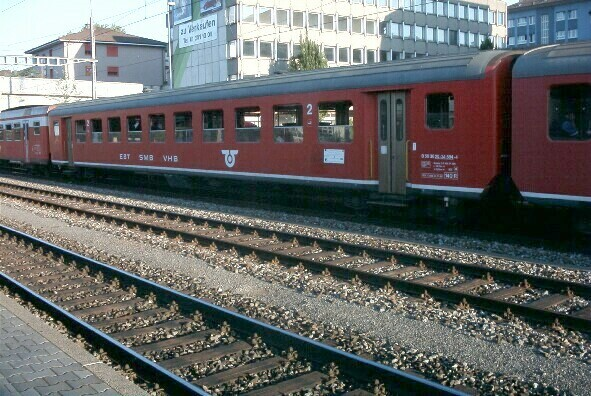
Einheitswagen EW II der EBT-Gruppe, beschriftet mit den Abkürzungen der drei beteiligten Bahngesellschaften

Die Emmental-Burgdorf-Thun-Bahn (EBT) entstand am 1. Januar 1942 durch die Fusion der Burgdorf-Thun-Bahn (BTB) und der Emmentalbahn (EB). Sie führte den Vertrag der EB zur Betriebsführung der SMB weiter. Am 21. bzw. 23. September schloss die EBT mit den Vorgängerbahnen der VHB, die gerade in Fusionsverhandlungen standen, einen Betriebsvertrag ab, wonach die EBT die Betriebsführung der künftigen VHB übernehmen sollte. Aufgrund von personellen Veränderungen wurde dann die Betriebsführung noch vor der Fusion, am 1. Oktober 1943, übernommen. Damit war jenes Gebilde entstanden, das als EBT-Gruppe mehr als fünfzig Jahre Bestand hatte. Dabei waren die einzelnen Unternehmen für den Fahrgast je länger, desto weniger sichtbar, ab 1973 wurden sogar die Fahrzeuge mit «EBT SMB VHB» beschriftet. Konsequenterweise führte dieses Zusammenwachsen 1997 zur Fusion mit SMB und VHB zur neuen Gesellschaft Regionalverkehr Mittelland (RM).

## Strecken
- Burgdorf–Hasle-Rüegsau: 6,93 km (EB), eröffnet 12. Mai 1881
- Hasle-Rüegsau–Obermatt(–Langnau): 11,97 km (EB), eröffnet 12. Mai 1881
- Hasle-Rüegsau–Thun: 33,82 km (BTB), eröffnet 21. Juli 1899
- Solothurn–Burgdorf: 20,74 km (EB)
  - Biberist–Burgdorf, eröffnet 26. Mai 1875
  - Solothurn–Biberist, eröffnet 4. Dezember 1876 durch SCB

## Unfälle
Am 4. September 1949 forderte die Entgleisung eines aus Thun kommenden Zuges bei der Einfahrweiche des Bahnhofs Heimberg zwei Tote und sechs Verletzte.
Am 21. April 1952 kam es bei der Dienststation Obermatt zwischen Emmenmatt und Langnau im Emmental zu einem Frontalzusammenstoss zwischen einem mit der Be 4/4 105 bespannten Güterzug der EBT und der Lokomotive Ae 3/6 II 10424 der SBB. Wegen schlechter Sicht prallten die Fahrzeuge mit voller Wucht aufeinander. Der Lokomotivführer des Güterzugs kam dabei ums Leben, sein Kollege der SBB konnte sich mit einem Sprung ab der Maschine retten. Vier Zugbegleiter wurden verletzt.